# بژژنو-کولونگا
بژژنو-کولونگا (به لهستانی:  Brzeźno-Kolonia) یک روستا در لهستان است که در گمینا گووورووو واقع شده‌است.